# 東江村
東江村（ひがしえむら）は、かつて岐阜県海津郡に存在した村である。1955年に合併で海津町となった後、2005年に海津町、南濃町、平田町が合併し、現在は海津市の一部である。
海抜0メートル地帯の輪中の村であり、海津町の東部に該当する。木曽川の西岸であり、村内に長良川が流れる。
村名は、高須輪中に東に位置し、江は長良川を意味する。

## 歴史
- 江戸時代末期、この地域の大部分は高須藩領であった。
- 明治初期、駒ケ江新田と駒ケ江村が合併。駒ケ江村となる。
- 1887年（明治20年）7月12日 - 愛知県海西郡松山中島村が岐阜県海西郡に編入される。
- 1897年（明治30年）4月1日[1] - 郡制に基づき、下石津郡、海西郡と安八郡の一部が合併し、海津郡になる。
- 1897年（明治30年）4月1日 - 大和田村、秋江村、草場村、駒ヶ江村、松山中島村[2]、日原村、長瀬村、立野村、長久保村が合併し、東江村となる。
- 1955年（昭和30年）1月15日 - 高須町、西江村、大江村、吉里村と合併して海津町となる。同日、東江村廃止。

## 学校
- 東江村立東江小学校（現・海津市立東江小学校）